# Styphon bakeri
Styphon bakeri är en kackerlacksart som beskrevs av Rehn, J. A. G. 1930. Styphon bakeri ingår i släktet Styphon och familjen jättekackerlackor. Inga underarter finns listade i Catalogue of Life.